# Maurizio Fondriest
Maurizio Fondriest (Cles, 15 januari 1965) is een voormalig Italiaans wielrenner.

## Carrière
Maurizio Fondriest was beroepswielrenner van 1987 tot en met 1998. Hij boekte in die periode 70 overwinningen waaronder het wereldkampioenschap in 1988. Hij won deze wereldtitel mede doordat Claude Criquielion door Steve Bauer in de sprint de hekken werd ingereden. In 1991 en 1993 veroverde hij de wereldbeker. Daarnaast wist Fondriest klassiekers als Milaan-San Remo en de Waalse Pijl te winnen. Na afloop van zijn carrière begon Fondriest met zijn broer een fietsfabriek.

## Belangrijke overwinningen
1986
Ronde van Belvedere
1987
4e etappe Ronde van Catalonië
1988
 Wereldkampioen op de weg, Elite
4e etappe Tirreno-Adriatico
4e etappe Ronde van Zwitserland
GP Industria & Commercio di Prato
Critérium des Abruzzes
1989
Ronde van Toscane
Coppa Sabatini
Criterium d'Abruzzo
1990
Ronde van Lazio
Coppa Agostoni
6e etappe Kellogg's Tour of Britain
Puntenklassement Kellogg's Tour of Britain
1991
3e etappe deel A en B Ronde van Catalonië
Eindklassement Wereldbeker
1992
Trofeo Melinda
3e etappe Ruta del Sol
5e etappe deel B Ronde van Catalonië
1993
Milaan-San Remo
Waalse Pijl
Kampioenschap van Zürich
Ronde van Emilia
2e, 3e en 4e etappe Ronde van Trentino
Eindklassement Ronde van Trentino
1e etappe deel B Ronde van Italië
Escalada a Montjuich
2e en 4e etappe Tirreno-Adriatico
Eindklassement Tirreno-Adriatico
Eindklassement Wereldbeker
GP Telekom
Proloog en 6e etappe Ronde van Catalonië
3e etappe Siciliaanse Wielerweek
5e etappe Ruta del Sol
Eindklassement Midi Libre
Florence-Pistoia
Telekom Grand Prix (met Gianni Bugno)
1994
Coppa Sabatini
Ronde van Lazio
1e en 3e etappe Kellogg's Tour of Britain
Eindklassement Kellogg's Tour of Britain
2e en 6e etappe Ronde van Polen
Eindklassement Ronde van Polen
1995
3e etappe deel B Driedaagse van De Panne
Proloog Ronde van Catalonië
7e etappe Ronde van Italië
1996
3e etappe deel A Driedaagse van De Panne
8e etappe Ronde van Polen
1997
2e etappe Ronde van Valencia

## Ereplaatsen
- Milaan-San Remo 2e (1988) (1995)
- Amstel Gold Race 2e (1991)
- Parijs-Tours 3e (1987) (1990) 2e (1993)
- Kampioenschap van Zürich 4e (1991) 3e (1994)
- Gent-Wevelgem 2e (1995)
- Waalse Pijl 2e (1995) 3e (1996)
- Brabantse Pijl 3e (1991) 4e (1997)
- Clásica San Sebastián 3e (1991)
- Luik-Bastenaken-Luik 3e (1993)
- Ronde van Vlaanderen 5e (1990) 4e (1992) 8e (1993)

## Resultaten in voornaamste wedstrijden
| Jaar | Ronde van Italië | Ronde van Frankrijk | Ronde van Spanje |
| ---- | ---------------- | ------------------- | ---------------- |
| 1987 | opgave           |                     |                  |
| 1988 |                  |                     |                  |
| 1989 | 28e              |                     |                  |
| 1990 |                  |                     |                  |
| 1991 |                  | 15e                 |                  |
| 1992 |                  | 46e                 |                  |
| 1993 | 8e (1)           |                     |                  |
| 1994 |                  |                     |                  |
| 1995 | opgave (1)       | opgave              |                  |
| 1996 |                  | 51e                 |                  |
| 1997 |                  |                     | 49e              |
| 1998 |                  |                     |                  |

| Jaar | Milaan-San Remo | Gent-Wevelgem | Ronde van Vlaanderen | Parijs-Roubaix | Amstel Gold Race | Luik-Bast.‑Luik | Ronde van Lombardije | Waalse Pijl | Parijs-Tours | Clásica San Sebastián |  | WK op de weg |  | Wereldranglijsten |
| ---- | --------------- | ------------- | -------------------- | -------------- | ---------------- | --------------- | -------------------- | ----------- | ------------ | --------------------- |  | ------------ |  | ----------------- |
| 1987 | 22e             |               |                      |                |                  |                 |                      |             | ↑            |                       |  | 41e          |  |                   |
| 1988 | ↑               |               | 76e                  | 17e            |                  |                 | 16e                  |             |              |                       |  | ↑            |  | 13e (UWB)         |
| 1989 | 28e             |               |                      |                |                  |                 | 19e                  |             | 72e          |                       |  | 22e          |  | 20e (UWB)         |
| 1990 | 5e              | 83e           | 5e                   | 56e            |                  | 41e             |                      |             | ↑            | 18e                   |  | 9e           |  | 12e (UWB)         |
| 1991 | 12e             | 110e          | 15e                  |                | ↑                | 20e             | 13e                  | 11e         | 28e          | ↑                     |  | 11e          |  | (UWB)             |
| 1992 | 24e             | 83e           | 4e                   |                | 41e              |                 | 35e                  | 33e         | 9e           | 8e                    |  |              |  | 11e (UWB)         |
| 1993 | ↑               | 37e           | 8e                   |                | 4e               | ↑               | 11e                  | ↑           | ↑            | 8e                    |  | 5e           |  | (UWB)             |
| 1994 | 30e             |               |                      |                |                  |                 | 5e                   |             | 66e          | 81e                   |  | 23e          |  | 11e (UWB)         |
| 1995 | ↑               | Zilver        | 12e                  |                | 27e              | 11e             |                      | ↑           | 12e          | 40e                   |  |              |  | 7e (UWB)          |
| 1996 | 17e             |               | 19e                  |                | 14e              | 15e             |                      | ↑           | 70e          | 19e                   |  |              |  |                   |
| 1997 |                 |               | 60e                  |                | 71e              | 77e             | 35e                  | 83e         | 53e          | 4e                    |  | 57e          |  |                   |
| 1998 |                 |               |                      |                |                  |                 |                      |             |              | 35e                   |  |              |  |                   |

Wielerploegen van Maurizio Fondriest
Amadori ·
Bergamo ·
Bielli ·
Caroli ·
Chioccioli ·
C. Cipollini ·
M. Cipollini ·
Fondriest  ·
Gelfi ·
Lecchi ·
Longo ·
Zanini ·
Zen
Amadori ·
Ballerini ·
Bielli ·
Cesarini ·
Chioccioli ·
Cipollini ·
Fondriest ·
Gelfi ·
Lecchi ·
Longo ·
Roscioli ·
Zanini ·
Zen
Bouwmans ·
de Koning ·
Dhaenens  ·
Fondriest · 
Freuler (tot 31/01) ·
Hanegraaf ·
Heppner ·
Jekimov ·
Knuvers ·
Legrand ·
Lieckens ·
Lubberding ·
Ludwig  ·
Nulens · 
E. Planckaert (tot 30/04) ·
Rozendal · 
Sergeant · 
Strouken · 
van de Vin ·
Van Lancker ·
van Orsouw · 
Vink · 
Wampers ·
Zen ·
Zjdanov ·
J. Planckaert (stagiair) 
Bouwmans ·
de Koning ·
Dhaenens (tot 15/08) ·
Fondriest · 
Hanegraaf ·
Jekimov ·
Knuvers ·
Lubberding ·
Ludwig  ·
Nelissen ·
Nulens · 
Planckaert ·
Sergeant ·  
van de Vin ·
Van Lancker ·
van Orsouw · 
Vink · 
Zen ·
Zjdanov
Abdoezjaparov ·
Allocchio ·
Belli ·
Bono ·
Bortolami ·  
D. Bramati ·
L. Bramati ·
Cortinovis ·
da Silva ·
Fondriest ·
Gualdi ·
Hontsjenkov ·
Lietti ·
Lombardi ·
Oesjakov · 
Spruch ·
Svorada ·  
Szerszynski · 
Tonkov ·
Zen ·
Totschnig (stagiair)
Belli ·
Bramati ·
Conti ·
Faresin ·
Fondriest ·
Galletti ·
Gualdi ·
Hontsjenkov ·
Lietti ·
Lombardi ·
Serpellini · 
Spruch ·
Svorada ·  
Tonkov ·
Trepin ·
Zen ·
Prada (stagiair)
Baronti ·
Belli ·
Bramati ·
Conti ·
Dolci ·
Faresin ·
Fondriest ·
Galletti ·
Hontsjenkov ·
Perona ·
Serpellini · 
Spruch ·
Svorada ·  
Tonkov ·
Zanolini ·
Zen
Bonciucov ·
Cattai ·
Chiurato ·
Davidenko ·
Dzjavanjan ·
Ferrigato ·
Fincato ·
Fondriest ·
Hontsjenkov ·
Lino ·
Manzoni · 
Oegroemov · 
Savoldelli ·
Sedoen · 
Sgnaolin · 
Sivakov · 
Soerkov · 
Zen
Andreu · 
Armstrong · 
Capelle · 
Desbiens · 
Fondriest · 
Gaumont · 
Goubert · 
Jalabert · 
Julich · 
Livingston · 
Martin · 
Millar · 
Moncoutié · 
Moreau · 
Plaza · 
Rinero · 
Rominger · 
Saugrain · 
Thibout · 
Tournant · 
Van De Laer · 
Gwiazdowski (stagiair) · 
Plouhinec (stagiair) · 
Poos (stagiair) 
Bertolini · 
Capelle · 
Casagrande · 
Delbove · 
Desbiens · 
Fondriest · 
Gané · 
Gaumont · 
Goubert · 
Gwiazdowski · 
Jalabert · 
Julich · 
Lelli · 
Le Quellec · 
Livingston · 
Martin · 
Meier · 
Millar · 
Moncoutié · 
Moreau ·
Plaza · 
Plouhinec · 
Rinero · 
Saugrain · 
Thibout · 
Tournant · 
Loder (stagiair) · 
Tombak (stagiair) 